# Skyworth EV6
Skyworth EV6 – elektryczny samochód osobowy typu SUV klasy średniej produkowany pod chińską marką Skyworth od 2020 roku.

## Historia i opis modelu

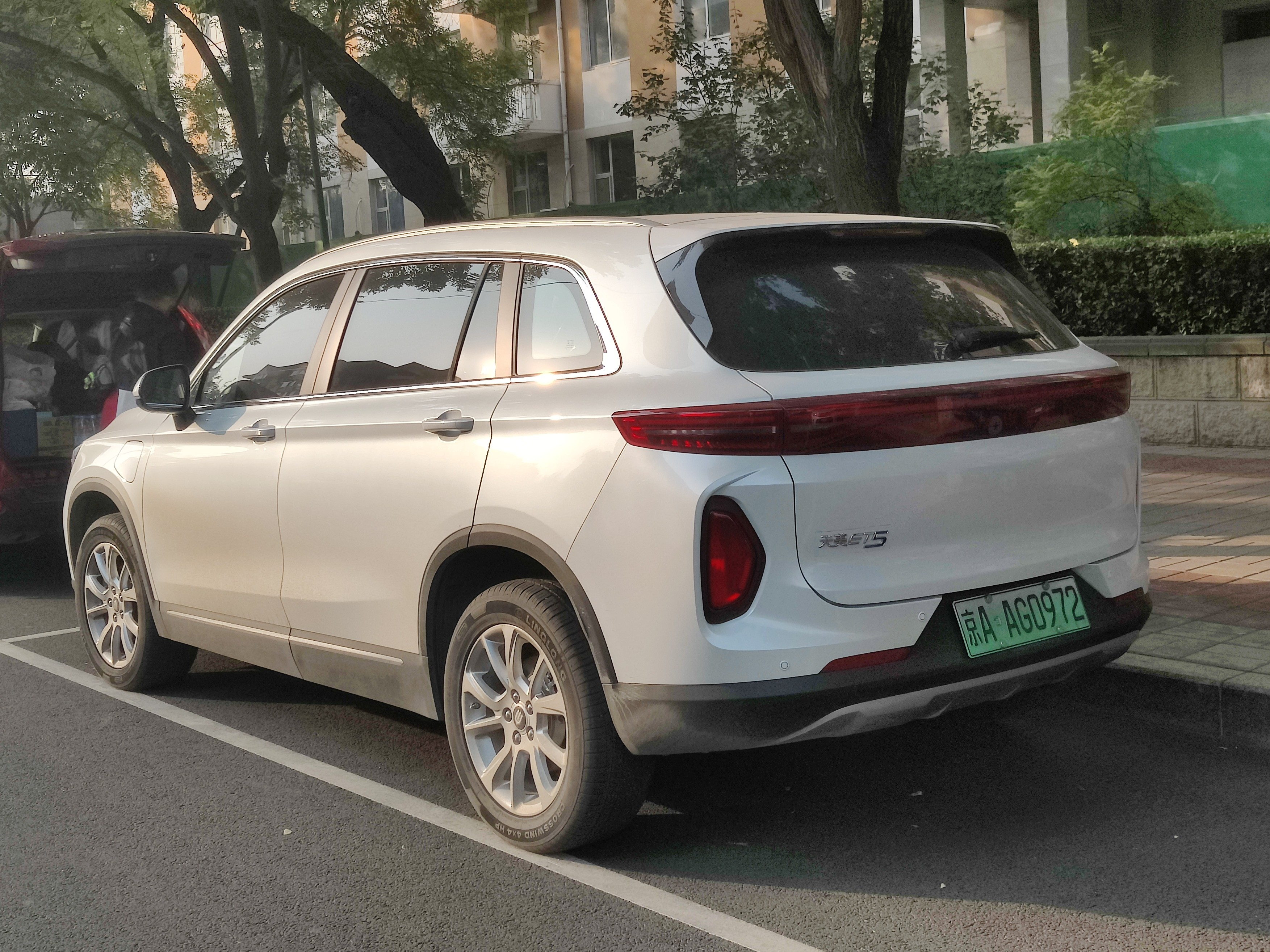
Skyworth EV6 - tył

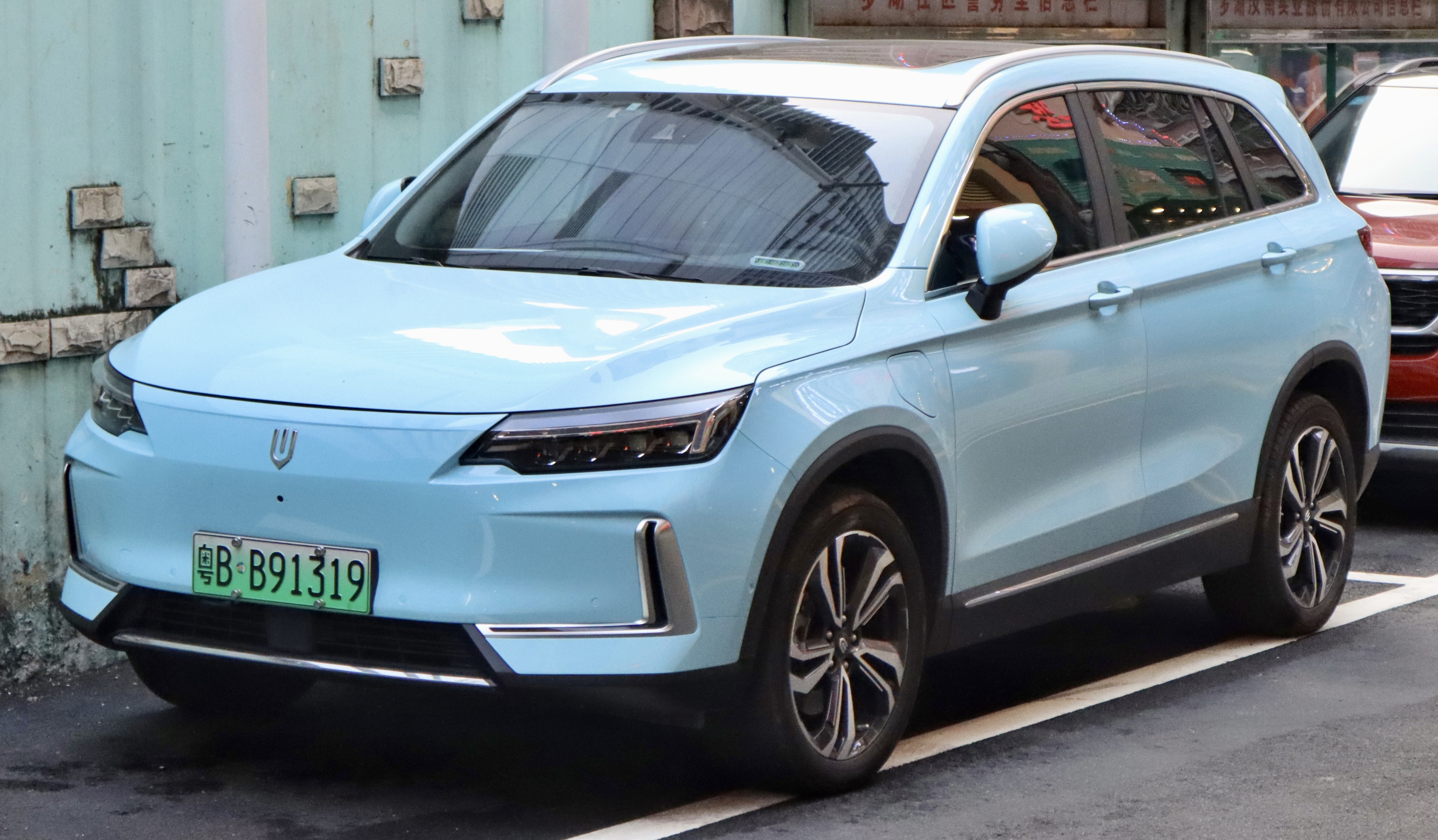
Skyworth EV6 po liftingu

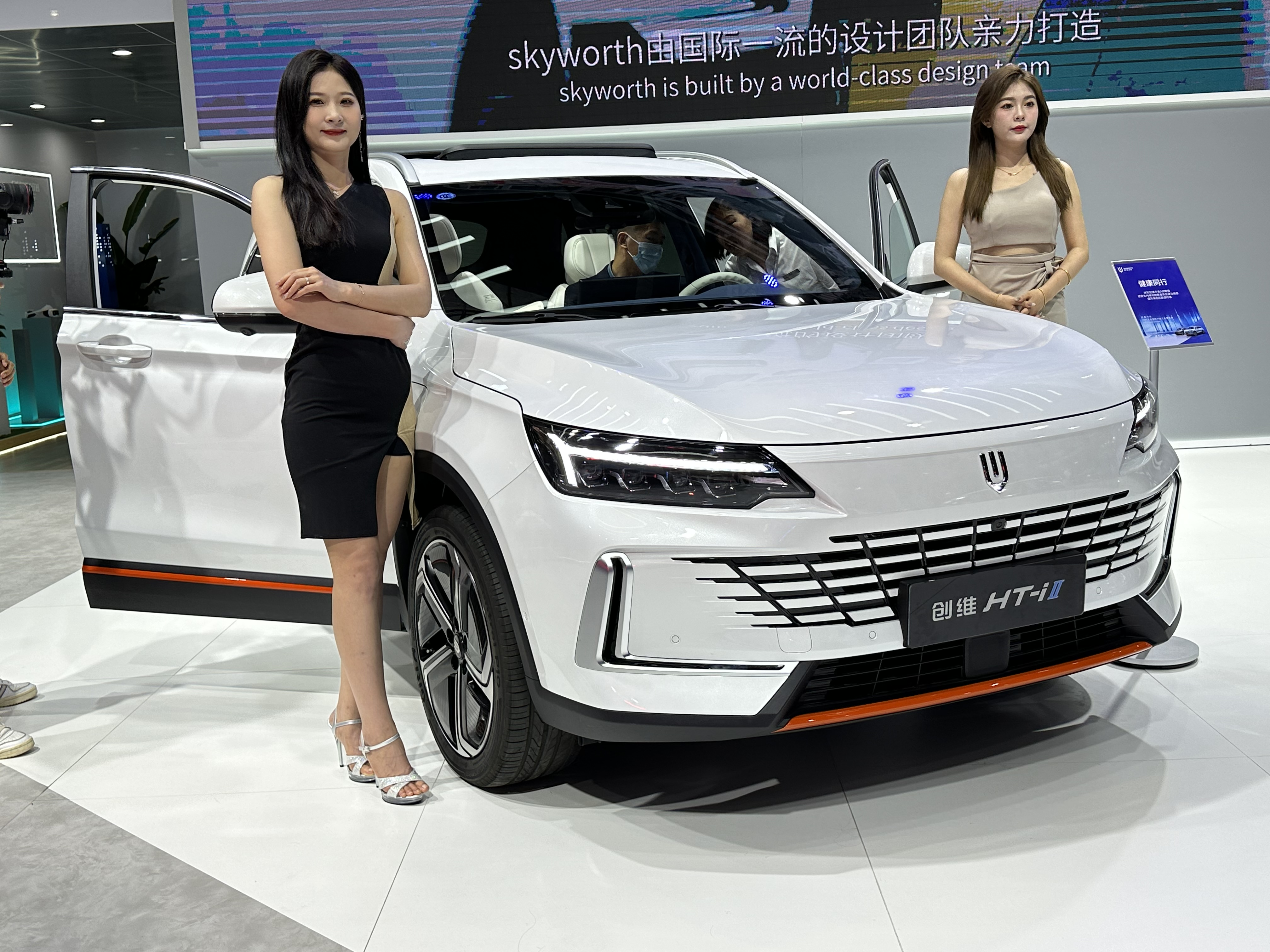
Skyworth HT-i

Jesienią 2020 roku oddział Skywell New Energy chińskiego przedsiębiorstwa Skywell przedstawił swój pierwszy model samochodu osobowego w postaci elektrycznego SUV-a ET5. Debiut pojazdu poprzedził trwający 3 lata proces konstrukcyjny, który po rozpoczęciu się w 2017 roku w finalną fazę wkroczył w 2019 roku.
Pod kątem wizualnym Skywell zyskał sylwetkę z agresywnie stylizowanymi reflektorami z pasem diod LED do jazdy dziennej, a także centralnie umieszczonym logo firmy. Tylną część nadwozia przyozdobił z kolei pas świetlny dominujący całą szerokość nadwozia, a także niższy rząd lamp na krawędziach błotników.
Utrzymaną w minimalistycznym wzornictwie kabinę pasażerską zdominował umieszczony centralnie 12,3-calowy wyświetlacz dotykowy pozwalający na sterowanie systemem inforozrywki, a także klimatyzacją, nawigacją czy radiem.
W lipcu 2021 roku zdecydowano się przemianować model Skywell ET6 na wewnętrznym rynku chińskim Skyworth EV6, zyskując przez to inny napis na charakterystycznym pasie świetlnym z tyłu. Zmiana ta była związana z obraniem innej nazwy producenta, który w kwietniu 2021 przemianował siebie ze Skywell New Energy na Skyworth Auto. 

### Lifting
W kwietniu 2022 Skyworth przedstawił model EV6 po restylizacji nadwozia, która przyniosła inny wygląd zderzaka tylnego oraz przedniego, z innym rozmieszczeniem diod LED ze światłami dziennymi. Samochód wyposażono także w większą baterię o pojemności 86 kWh, która pozwoliła zwiększyć zasięg na jednym ładowaniu do 620 kilometrów według cyklu pomiarowego NEDC.
Przy okazji modernizacji zaprezentowana została także spalinowo-elektryczna odmiana hybrydowa typu PHEV o nazwie Skyworth HT-i z charakterystycznym wlotem powietrza w kształcie przerywanych linii. Samochód wyposażony został w układ napędowy zapożyczony od doświadczonej na polu rozwoju takich układów firmy BYD, łączący 1,5 litrowy silnik o mocy 116 KM i 135 Nm maksymalnego momentu obrotowego. W trybie elektrycznym samochód może przejechać ok. 200 kilometrów (tryb NEDC).

### Sprzedaż
Skyworth EV6 trafił do sprzedaży na rynku chińskim w maju 2021 roku, tuż po opublikowaniu oficjalnego cennika na tym rodzimym rynku. W czerwcu tego samego roku niemiecki startup Elaris przedstawił swój wariant, który importuje z myślą rynku wewnętrznym pod nazwą Elaris Beo, z kolei w tym samym miesiącu rozpoczęła się sprzedaż pojazdu na rynku Stanów Zjednoczonych. Zajmuje się nią tam przedsiębiorstwo Imperium Motors pod nazwą Imperium ET5. W grudniu 2021 w Rumunii firma Visual EV, a w kwietniu 2022 polskie Auto-Atut z grupy Polmozbyt Południe rozpoczęły sprzedaż elektrycznego SUV-a na pod nazwą Skywell ET5. Ofertę stworzyły dwa warianty wyposażeniowe, w Polsce - w cenach 199 900 zł oraz 224 900 zł.

### Dane techniczne
Układ napędowy Skywortha EV6 tworzy 204-konny silnik elektryczny rozwijający maksymalny moment obrotowy 320 Nm, przenosząc moc na przednią oś. Podstawowy wariant osiąga maksymalny zasięg na jednym ładowaniu do 420 kilometrów, z kolei topowy - do 500 kilometrów według procedury pomiarowej NEDC.